# Lodewijk Aerts
Lodewijk Aertz, né le 2 octobre 1959 à Grammont (Belgique), est un prélat belge, actuel évêque de Bruges.

## Biographie

### Formation
Lodewijk (dit Lode) Aerts déménage à dix ans à Maldeghem, avec ses parents et ses frères et sœurs. Il suit ses études secondaires au collège Saint-Vincent d'Eeklo. En 1977, il entre au séminaire de Gand et obtient son baccalauréat de philosophie, ainsi qu'un diplôme de lettres de l'université catholique de Louvain en 1980. Ensuite, il étudie la théologie au séminaire de Gand. Il est ordonné prêtre le 7 juillet 1984. Il obtient un doctorat de théologie de l'université pontificale grégorienne de Rome, en 1988.

### Prêtre
De 1988 à 1992, il est professeur de philosophie au séminaire de Gand, puis de 1992 à 2002, professeur de théologie dogmatique dans ce même séminaire, et directeur spirituel. Pendant cette même période, il est aussi vicaire épiscopal chargé de la pastorale de la jeunesse et de 2002 à 2016, chargé des vocations, de l'éducation et de la formation. En 2002, il est nommé chanoine du chapitre de Saint-Bavon de Gand. Le 15 août 2016, il est nommé doyen du chapitre.

### Évêque de Bruges
Le 5 octobre 2016, le Saint-Siège entérine la nomination de Lodewijk Aerts comme évêque de Bruges, succédant à Jozef De Kesel. Il est consacré le 4 décembre suivant dans la cathédrale de Bruges

## Publications
- (de) Gottesherrschaft als Gleichnis? Eine Untersuchung zur Auslegung der Gleichnisse Jesu nach Eberhard Jüngel (thèse), Francfort, etc., Peter Lang, 1990 (ISBN 978-3-631-42965-5)